# Cantón Jaramijó
Jaramijó es un cantón de la provincia de Manabí, en la Costa del Océano Pacífico, conocido como caleta de pescadores limita Al Norte con el Océano Pacífico, al sur con Montecristi, al este con Portoviejo y al oeste con Manta.

## Orígenes
Inicialmente perteneció al cantón Montecristi desde la expedición de la Ley de División Territorial, emitida por el Gobierno de la Gran Colombia, el 25 de junio de 1824, con la que se creaba la jurisdicción de la provincia de Manabí.

## Cantonización
Jaramijó adquirió la categoría de parroquia de Montecristi el 6 de mayo de 1927, publicado en el Registro Oficial el 22 de mayo de ese mismo año. Con 73 años de vida parroquial, necesitaba de urgencia una decisión de ser Cantón.
En el lapso de 6 años de trámites y lucha por alcanzar el objetivo con la ayuda del comité Pro-cantonización encabezado por el Prof. Mario Bailón Mero Ing.Jorge Emilio Santos . (gestores principales y precursores de la libertad de Jaramijó), el Pof. Colón Cevallos, don Iter Mero. entre otros, más la ayuda del Diputado en ese entonces el Dr. Fabricio Brito Moran, Tito Nilton Mendoza, Simón Bustamante Vera, y muchos más, la Cantonización, se logró el 28 de abril de 1998 y ocupa el vigésimo segundo lugar como Cantón Manabita, hasta su fecha ninguna de las autoridades municipales ha sabido reconocer a los gestores de la cantonización por este arduo e incansable logro.
El Ministerio de ley, en sesión ordinaria del 28 de abril de 1998, Jaramijó alcanzó su cantonización de forma oficial, con el número de acta 0069, siendo presidente interino Fabián Alarcón. Ese mismo año, es sancionada en el registro oficial con el # 306.
Jaramijó tiene fortalezas turísticas entre las que prevalecen sus playas como Punta Blanca o cabo de Jaramijó, Playas de Balsamaragua o Salinas, Playas del Fondeadero, Pozos de Agua Azufrada. Por ello, fue declarado Patrimonio Turístico de América.
Esta ostentación fue hecha por la Organización de los Estados Americanos (OEA), en la década de 1970. Sus grandes bondades geográficas lo perfilan como polo de desarrollo residencial, turístico e industrial.
Otros atractivos turísticos que destacan son: Mirador 1 (entrada a Jaramijó), Mirador 2 (frente a Plaza cívica), Mirador 3 (vista abierta al océano Pacífico con descendencia al muelle pesquero), Muelle pesquero o artesanal, Faro en punta brava o Punta Blanca, Parque a la Libertad, entre otros.

## División política
Jaramijó tiene una parroquia urbana, Jaramijó que es la cabecera cantonal.